# Chuck Person
Pour les articles homonymes, voir Person.
Chuck Connors Person (né le 27 juin 1964 à Brantley, Alabama) est un ancien joueur américain professionnel de basket-ball de National Basketball Association. Il est le frère aîné d'un autre joueur NBA, Wesley Person.

## Biographie
Sélectionné à la quatrième place de la Draft 1986 de la NBA à sa sortie de l'Université d'Auburn par les Pacers de l'Indiana, l'ailier remporta le trophée de NBA Rookie of the Year en 1987 et joua six saisons avec Indiana. Lors des playoffs 1991 et 1992, Person affronte Larry Bird sur le terrain et par médias interposés.
Person fut transféré en 1992 avec Micheal Williams aux Timberwolves du Minnesota en échange de Sam Mitchell et Pooh Richardson. Après l'expiration de son contrat en 1994, il signa un contrat en tant qu'agent libre avec les Spurs de San Antonio, les Hornets de Charlotte et les SuperSonics de Seattle. Il fut transféré par les Spurs avec un premier tour de draft aux Bulls de Chicago contre Steve Kerr le 22 janvier 1999, mais fut immédiatement écarté.
Person était surnommé « The Rifleman », pas seulement à cause de sa dextérité au tir, mais parce qu'il portait le même prénom que Chuck Connors, la star de la série télévisée L'Homme à la carabine (The Rifleman). Dans toute sa carrière, Person joua 943 rencontres, avec des moyennes de 14,7 points par match, 5,1 rebonds, 45,8 % de réussite aux tirs et 36,2 % de réussite à 3-points. Il est classé au 17e rang en termes du plus grand nombre de tirs à 3-points inscrits dans l'histoire de la ligue.
Chuck Person prit sa retraite en 2000 et a notamment occupé le poste d'entraîneur adjoint des Pacers.